# Schweizer Hitparade
Schweizer Hitparade představuje skupinu hlavních hitparád prodejnosti hudebních nahrávek ve Švýcarsku. Žebříčky obsahují nejlépe prodávaná alba a singly různých žánrů.
Nové vydání žebříčků se uskutečňuje každou neděli. 
Švýcarské hitparády
- Singles Top 75 (od roku 1968)
- Albums Top 100 (od roku 1983)
- Compilations Top 25
- Airplay Top 30

Od roku 2010 začala německá Media Control zjišťovat nejvyšší míru prodejnosti alb a singlů také ve frankofonním regionu Švýcarska Romandie
Hitparády v Romandii
- Romandie Singles Top 20
- Romandie Albums Top 50